# Krambe
Die Krambe, Ölkrambe, Crambe oder Abessinischer Meerkohl (Crambe hispanica subsp. abyssinica (Hochst. ex R.E.Fr.) Prina, Syn.: Crambe abyssinica Hochst. ex R.E.Fr.) ist eine Unterart der Pflanzenart Crambe hispanica L. aus der Gattung Meerkohl (Crambe) innerhalb der Familie der Kreuzblütler (Brassicaceae). Es handelt sich um eine Ölpflanze, deren Öl als nachwachsender Rohstoff zur Herstellung von Schaumbremsern, technischen Ölen und Wachsen sowie in Waschmitteln eingesetzt wird. Ihre Bedeutung als Wirtschaftspflanze ist im Vergleich zu anderen Ölpflanzen wie dem Raps (Brassica napus subsp. oleifera) nur gering.

## Beschreibung

### Vegetative Merkmale
Die Krambe ist eine einjährige krautige Pflanze. Ihre Wuchshöhe von 60 bis über 150 Zentimetern ist stark von den Standortbedingungen abhängig. An besonders trockenen Standorten erreichen die Pflanzenexemplare nur Wuchshöhen von 40 bis 60 Zentimetern. Der Stängel ist im unteren Bereich dicht mit 0,25 bis 1,5 Millimeter langen Haaren besetzt und wird im oberen Bereich zunehmend kahler. Die Pflanze verzweigt sich vom Boden ausgehend, wobei der Verzweigungsgrad mehr oder weniger stark sein kann. Während der Samenreife verfärbt sich die Pflanze hellbraun und stirbt danach ab.
Die tief in den Boden ragende Pfahlwurzel stellt eine Anpassung an ihren ursprünglichen, trockenen Lebensraum dar. Sie ist stark verzweigt und dringt in tiefe Bodenschichten ein, aus denen sie Wasser und Nährstoffe aufnehmen kann. Bodenverdichtungen und Steine werden dabei durch Verkrümmungen und Verzweigungen umwachsen.
Die bodennahen Laubblätter sind bei einer Länge von 2 bis 5,5 Zentimetern rundoval bis herzförmig geformt mit unregelmäßigem Rand und langem Stiel, der endständige Lappen ist eiförmig und stumpf. Weiter oben liegende Blätter sind dagegen klein und lanzettlich.

### Blütenstand und Blüte
In lockeren, traubigen Blütenständen stehen die Blüten zusammen.
Die zwittrigen, relativ kleinen Blüten sind vierzählig. Die vier Kelchblätter sind etwa 2 Millimeter lang. Die vier weißen Kronblätter sind 2,5 bis 3,5 Millimeter lang und haben die für die Kreuzblütler typische kreuzförmige Stellung. Die vier großen und zwei kleinen Staubblätter sind 2 bis 3,5 Millimeter lang mit etwa 0,75 Millimeter langen Staubbeuteln.

### Frucht und Samen
Die zweigliedrigen und sehr kurzen, ovalen bis kugeligen Schoten enthalten im Regelfall nur einen Samen, der graugrün bis gelblich braun gefärbt ist. Die Schoten haben einen Durchmesser von 2 bis 5 Millimeter, sie kommen auf eine Tausendfruchtmasse von 7 bis 14 Gramm. Der kugelförmige Same hat einen Durchmesser von 1,5 bis 3 Millimeter und erreicht eine Tausendkornmasse von 4 bis 12 Gramm.

### Inhaltsstoffe
Die Samen, sowohl der Wild- als auch der Kulturformen, haben einen durchschnittlichen Ölgehalt von etwa 40 bis 50 Prozent des Trockengewichts, die Früchte nur 30 bis 40 Prozent. Dabei handelt es sich vor allem um die Erucasäure, die einen Anteil von 55 bis 62 Prozent des Öls der Pflanze ausmacht – das ist der höchste Erucasäureanteil aller bekannten Pflanzenöle. Weitere Bestandteile sind die Ölsäure mit 15 bis 18, die Linolsäure mit 8 bis 10 und die Linolensäure mit 6 bis 7 Prozent.
Wie bei anderen Kreuzblütlern liegt auch bei den Krambesamen der Proteingehalt bei etwa 20 bis 25 Prozent des Trockengewichts. Weitere Inhaltsstoffe sind unter anderem Senfölglycoside mit etwa 60 bis 90 μmol/g, wobei etwa 95 Prozent auf das Epi-Progoitrin entfallen. Auch Sinapin, Tannine und Inositolphosphate sind nachgewiesen.

### Genetik
Die Krambe besitzt einen sehr großen Chromosomensatz von 2n = 90 Chromosomen und unterscheidet sich darin deutlich von anderen Arten der Gattung. Die Unterart Spanischer Meerkohl (Crambe hispanica L. subsp. hispanica) besitzt im Vergleich hierzu einen Chromosomensatz von nur 2n = 60 Chromosomen. Beide Arten sind untereinander kreuzbar und wurden zur Züchtung mehrerer Sorten hybridisiert.

## Ökologie
Die Nektarien sind honiggefüllt und dadurch attraktiv für Bienen und Hummeln, die den Großteil der Bestäuber darstellen. Neben dieser Insektenbestäubung kann auch eine Selbstbestäubung (Autogamie) der Blüten erfolgen.

## Entwicklung
Die Krambe ist eine einjährige Pflanze, die unter mitteleuropäischen Klimabedingungen eine Vegetationsdauer von 90 bis 110 Tagen besitzt. Diese beginnt mit einer Aufgangsphase, die temperaturbedingt zwischen weniger als 10 Tage bei Temperaturen über 11 °C und etwa 15 Tage bei Temperaturen unter 8 °C dauern kann. Bis zum Blühbeginn vergehen 50 bis 60 Tage, während der die vegetativen Pflanzenteile wie der Stängel und die Blätter auswachsen. Daran schließt sich eine Blühphase von 25 bis 30 Tagen und die Samenreife mit 15 bis 30 Tagen an.
Die Aufgangsverluste können zwischen 50 Prozent bei Tagestemperaturen von etwa 8 °C während der Aufgangsphase und 10 Prozent bei höheren Temperaturen um 15 °C liegen. Nach dem Aufgang liegt die Verlustspanne zwischen 14 und 33 Prozent. Die Entwicklung ist zudem von der Wasserversorgung abhängig, wobei der Bedarf vor allem in der frühen generativen Entwicklungsphase und später nochmals während der Samenreifung sehr hoch ist.

## Ursprüngliche Vorkommen
Angaben über das ursprüngliche Verbreitungsgebiet der Krambe sind vor allem aufgrund der bislang nicht vollständig geklärten taxonomischen Situation widersprüchlich. So reichen die Angaben von der Darstellung als endemische Pflanze in Äthiopien bis zu der verbreiteten Ansicht, dass das ursprüngliche Verbreitungsgebiet sich in den Steppengebieten im Hochland von Abessinien in Äthiopien sowie in Ruanda befindet und sich die Pflanze von dort ausgehend über Ostafrika an die afrikanische und kleinasiatische Mittelmeerküste bis in die Türkei ausgebreitet hat.

## Systematik
Die Erstbeschreibung erfolgte unter dem Namen (Basionym) Crambe abyssinica durch Robert Elias Fries bei der botanischen Auswertung der Ergebnisse der Schwedischen Rhodesien-Kongo-Expedition, die von 1911 bis 1912 unter der Leitung von Eric Graf von Rosen stattfand. Die Veröffentlichung erfolgte 1916 in Stockholm als 1. Band der Schrift Wissenschaftliche Ergebnisse der Schwedischen Rhodesia-Kongo-Expedition 1911–1912, in dem Fries unter dem Untertitel Botanische Untersuchungen neben Crambe abyssinica eine Reihe von weiteren neuen Arten erstmals beschrieb.
Crambe hispanica subsp. abyssinica (Hochst. ex R.E.Fr.) Prina ist eine Unterart der Pflanzenart Crambe hispanica L. aus der Sektion Leptocrambe in der Gattung Meerkohl (Crambe) innerhalb der Familie der Kreuzblütler (Brassicaceae). Innerhalb der Gattung Crambe wird sie auf der Basis von Molekulargenetischen Merkmalen erforderten die Eingeordnung als Unterart in die Art Crambe hispanica. Weitere Arten dieser Sektion sind Crambe filiformis, Crambe glabrata und Crambe kralikii, der gesamten Sektion steht die Sektion Dendrocrambe mit drei Arten als Schwestergruppe gegenüber.
| Crambe hispanica | \| \| Crambe hispanica subsp. abyssinica \| \| \| \| \| \| Crambe hispanica subsp. hispanica \| \| \| \| |
|                  | \| \| Crambe hispanica subsp. abyssinica \| \| \| \| \| \| Crambe hispanica subsp. hispanica \| \| \| \| |
|                  | Crambe filiformis                                                                                        |
|                  | |
|                  | Crambe hispanica subsp. abyssinica                                                                       |
|                  | |
|                  | Crambe hispanica subsp. hispanica                                                                        |
|                  | |

|  | Crambe hispanica subsp. abyssinica |
|  |                                    |
|  | Crambe hispanica subsp. hispanica  |
|  |                                    |

| Crambe hispanica | \| \| Crambe hispanica subsp. abyssinica \| \| \| \| \| \| Crambe hispanica subsp. hispanica \| \| \| \| |
|                  | \| \| Crambe hispanica subsp. abyssinica \| \| \| \| \| \| Crambe hispanica subsp. hispanica \| \| \| \| |
|                  | Crambe filiformis                                                                                        |
|                  | |
|                  | Crambe hispanica subsp. abyssinica                                                                       |
|                  | |
|                  | Crambe hispanica subsp. hispanica                                                                        |
|                  | |

|  | Crambe hispanica subsp. abyssinica |
|  |                                    |
|  | Crambe hispanica subsp. hispanica  |
|  |                                    |

| Crambe hispanica | \| \| Crambe hispanica subsp. abyssinica \| \| \| \| \| \| Crambe hispanica subsp. hispanica \| \| \| \| |
|                  | \| \| Crambe hispanica subsp. abyssinica \| \| \| \| \| \| Crambe hispanica subsp. hispanica \| \| \| \| |
|                  | Crambe filiformis                                                                                        |
|                  | |
|                  | Crambe hispanica subsp. abyssinica                                                                       |
|                  | |
|                  | Crambe hispanica subsp. hispanica                                                                        |
|                  | |

|  | Crambe hispanica subsp. abyssinica |
|  |                                    |
|  | Crambe hispanica subsp. hispanica  |
|  |                                    |

| Crambe hispanica | \| \| Crambe hispanica subsp. abyssinica \| \| \| \| \| \| Crambe hispanica subsp. hispanica \| \| \| \| |
|                  | \| \| Crambe hispanica subsp. abyssinica \| \| \| \| \| \| Crambe hispanica subsp. hispanica \| \| \| \| |
|                  | Crambe filiformis                                                                                        |
|                  | |
|                  | Crambe hispanica subsp. abyssinica                                                                       |
|                  | |
|                  | Crambe hispanica subsp. hispanica                                                                        |
|                  | |

|  | Crambe hispanica subsp. abyssinica |
|  |                                    |
|  | Crambe hispanica subsp. hispanica  |
|  |                                    |

| Crambe hispanica | \| \| Crambe hispanica subsp. abyssinica \| \| \| \| \| \| Crambe hispanica subsp. hispanica \| \| \| \| |
|                  | \| \| Crambe hispanica subsp. abyssinica \| \| \| \| \| \| Crambe hispanica subsp. hispanica \| \| \| \| |
|                  | Crambe filiformis                                                                                        |
|                  | |
|                  | Crambe hispanica subsp. abyssinica                                                                       |
|                  | |
|                  | Crambe hispanica subsp. hispanica                                                                        |
|                  | |

|  | Crambe hispanica subsp. abyssinica |
|  |                                    |
|  | Crambe hispanica subsp. hispanica  |
|  |                                    |

| Crambe hispanica | \| \| Crambe hispanica subsp. abyssinica \| \| \| \| \| \| Crambe hispanica subsp. hispanica \| \| \| \| |
|                  | \| \| Crambe hispanica subsp. abyssinica \| \| \| \| \| \| Crambe hispanica subsp. hispanica \| \| \| \| |
|                  | Crambe filiformis                                                                                        |
|                  | |
|                  | Crambe hispanica subsp. abyssinica                                                                       |
|                  | |
|                  | Crambe hispanica subsp. hispanica                                                                        |
|                  | |

|  | Crambe hispanica subsp. abyssinica |
|  |                                    |
|  | Crambe hispanica subsp. hispanica  |
|  |                                    |

| Crambe hispanica | \| \| Crambe hispanica subsp. abyssinica \| \| \| \| \| \| Crambe hispanica subsp. hispanica \| \| \| \| |
|                  | \| \| Crambe hispanica subsp. abyssinica \| \| \| \| \| \| Crambe hispanica subsp. hispanica \| \| \| \| |
|                  | Crambe filiformis                                                                                        |
|                  | |
|                  | Crambe hispanica subsp. abyssinica                                                                       |
|                  | |
|                  | Crambe hispanica subsp. hispanica                                                                        |
|                  | |

|  | Crambe hispanica subsp. abyssinica |
|  |                                    |
|  | Crambe hispanica subsp. hispanica  |
|  |                                    |

| Crambe hispanica | \| \| Crambe hispanica subsp. abyssinica \| \| \| \| \| \| Crambe hispanica subsp. hispanica \| \| \| \| |
|                  | \| \| Crambe hispanica subsp. abyssinica \| \| \| \| \| \| Crambe hispanica subsp. hispanica \| \| \| \| |
|                  | Crambe filiformis                                                                                        |
|                  | |
|                  | Crambe hispanica subsp. abyssinica                                                                       |
|                  | |
|                  | Crambe hispanica subsp. hispanica                                                                        |
|                  | |

|  | Crambe hispanica subsp. abyssinica |
|  |                                    |
|  | Crambe hispanica subsp. hispanica  |
|  |                                    |

Im Jahr 2000 wurde die neue Systematik der Sektion Leptocrambe vorgestellt. Dabei wurde die Krambe als Unterart Crambe hispanica subsp. abyssinica von Crambe hispanica mit den beiden Varietäten var. abyssinica und var. meyeri angesehen. Die Revision in wird verschiedenen Florendarstellungen und Datenbanken als valide akzeptiert. Vor allem in Schriften über die Nutzung und Verwendung der Krambe wird der bisher etablierte Name verwendet. Bestätigung fand die Darstellung durch eine Untersuchung aus dem Jahr 2003 auf der Basis eines breiten Datensets aus morphologischen und genetischen Daten, bei dem der Artenkomplex aus Crambe abyssinica, Crambe hispanica und Crambe glabrata untersucht wurde. 2003 wurde Crambe glabrata eindeutig von den beiden anderen Arten abgegrenzt, während die Krambe innerhalb der Merkmalsvariabilität des Crambe hispanica liegt.

## Nutzung

### Anbau- und Züchtungsgeschichte

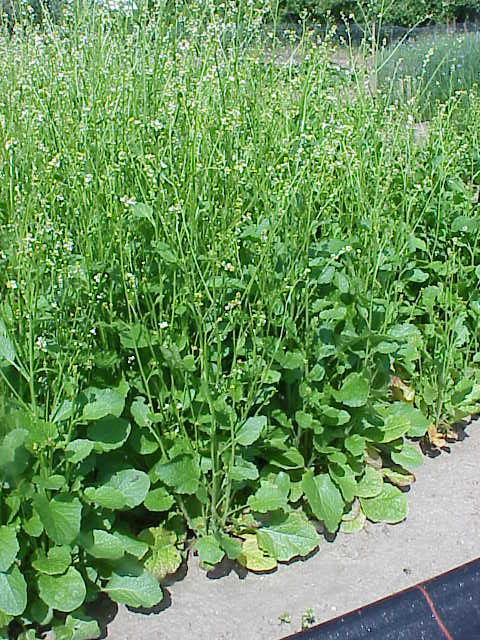
Bestand

Die Krambe ist als Nutzpflanze sehr jung und wurde erstmals 1932 in der Sowjetunion kultiviert. In der Folge vergrößerte sich das Anbaugebiet vor allem in Osteuropa, wobei es nie nennenswerte Anteile an der Ackerbaufläche hatte. Erst aus den 1950er und 1960er Jahren werden Flächen von 30.000 ha in Sowjetunion und in Polen benannt und in der Deutschen Demokratischen Republik wurde die Krambe auf etwa 4.200 ha als Ölpflanze angebaut. Auch in Nordamerika, in Kanada und den USA, sowie in Venezuela wurde sie zu diesem Zeitpunkt angebaut und gezüchtet. In den USA begann der dokumentierte Anbau 1958.
Die Nutzpflanzen wurden vor allem aus den afrikanischen Wildbeständen selektiert und zur Verbesserung der Kornerträge und zur Anpassung an die eurasischen Klimaverhältnisse gezüchtet. Als erste Kultursorte wurde 1960 die polnische Borowski zugelassen, 1968 folgte die amerikanische Sorte Prophet. Weitere Züchtungen entstanden durch die Einkreuzung des Spanischen Meerkohls (C. hispanica), durch die die Vegetationszeit verkürzt und die Resistenz gegenüber Dürre und Frost erhöht werden sollte. Sie führten zu der 1973 zugelassenen Sorte Meyer. 1986 kamen aus Nordamerika die beiden Züchtungen BelAnn und BelEnzian hinzu.
Die zunehmend günstigeren Eigenschaften der neuen Züchtungen führten in den 1980er und 1990er Jahren zu einem erneuten Interesse für den Anbau als Nachwachsender Rohstoff für die chemische Industrie. Die Pflanze wurde versuchsweise und auf relativ kleinen Anbauflächen in mehreren europäischen Ländern angebaut, darunter vor allem in Deutschland, Italien, den Niederlanden, Frankreich, Schweden und Polen. In Italien entstand durch weitere Züchtungen die Sorte Mario, die 1996 zugelassen wurde. Weitere Neuzüchtungen wie Nebula, Galactica, Charlotte und Carmen kamen aus den Niederlanden. Vor allem Carmen und Mario werden bis heute als optimale Sorten für das mitteleuropäische Klima angesehen und für den Anbau in Deutschland empfohlen.
In Deutschland wurden für die Krambe Mitte der 1990er Jahre etwa 100 bis 500 ha genutzt. In anderen europäischen Ländern war der Anteil an der Gesamtnutzungsfläche ebenfalls gering. Im Vereinigten Königreich lagen die Krambeflächen 2003 bei über 3.500 Hektar (2002 und 2004: jeweils gut 1.000 Hektar), bis heute spielt der Vertragsanbau für ein Privatunternehmen dort die Hauptrolle. Öffentlich geförderte Projekte in Deutschland und auf der Ebene der Europäischen Union unterstützten von Mitte der 1990er Jahre bis etwa 2005 die Etablierung als landwirtschaftliche Kultur und ihre industriellen Nutzung. In den USA wurde eine nennenswerte Fläche von über 20.000 ha aufgrund von privaten und staatlichen Initiativen zur vermehrten Nutzung erreicht.

### Anbau
Als trockenheitsresistente Pflanze kann die Krambe vor allem an Standorten angebaut werden, die für Pflanzen mit vergleichbarer Nutzung, vor allem Raps, nicht oder nur wenig geeignet sind. So ist ein Anbau auf lehmig-sandigen Böden mit geringer Sorptionsfähigkeit möglich. Dabei stellt sie etwas höhere Bedingungen an die Lufttemperatur als der Raps oder der Leindotter. So liegt das Keimtemperaturminimum bei 8 bis 10 °C und das Optimum bei 15 bis 25 °C. Die Frosttoleranz ist gering, die Toleranzgrenze liegt bei −5 °C.
Als optimale Fruchtfolge wird eine Kombination mit Kartoffeln oder Getreide betrachtet, während ein Wechsel mit Raps oder anderen Kreuzblütlern wie Kohl- oder Rübenarten wegen einseitiger Bodennutzung nicht empfohlen wird. Dabei sollte die Nutzung der Fläche durch Krambe innerhalb der Fruchtfolge maximal 25 Prozent betragen. Eine direkte Krambenutzung nach einer Grünbrache wirkt sich negativ auf die Erträge der Krambe aus, da in dem Fall ein hoher Grad von unerwünschten Wildkräutern zu erwarten ist. Aufgrund der positiven Eigenschaften auf die Bodenfruchtbarkeit stellt die Krambe selbst eine gute Vorfrucht für den nachfolgenden Anbau mit Getreide dar.
Die Ernte erfolgt, wenn die Pflanzen vollreif sind und eine hellgraue Färbung angenommen haben. Nach der Reife können die Früchte ausfallen, sodass ein Zeitfenster von etwa 14 Tagen für die Ernte genutzt werden sollte. Wie der Raps kann auch die Krambe mit Mähdreschern geerntet werden. Angaben zum Ertragsniveau variieren stark je nach Autor und Anbauregion. Für die USA werden Erträge von 0,17 bis 2,8 Tonnen pro Hektar genannt. Erhebungen aus vier deutschen Bundesländern ergeben für 1996–1999 im großflächigen Anbau Erträge zwischen 0,6 und 2,4 Tonnen pro Hektar. Deutlich höher liegen die Erträge in zeitgleich durchgeführten Parzellenversuchen, in denen bis zu 4 Tonnen pro Hektar erzielt wurden.

### Verwendung
Die Krambe wird als Ölpflanze fast ausschließlich als Rohstoff für die Industrie genutzt, da die Inhaltsstoffe für den Menschen und Nutzvieh ungenießbar bis giftig sind. Bei der Ernte werden die gesamten Früchte gesammelt, wobei der Schalenanteil etwa 20 bis 40 Prozent ausmacht.
Die Erucasäure als Hauptbestandteil der Samen ist leicht toxisch und findet vor allem Verwendung bei der Herstellung von Schaumbremsern in Waschmittel, (Emulgatoren), technischen Ölen und Gleitfetten. Weitere Einsatzgebiete liegen in der Herstellung von Kunstfasern, Alkydharzen und Weichmachern sowie bei der Produktion von pharmazeutischen Erzeugnissen. Als hitzestabiles Öl findet Krambeöl auch Verwendung in der Stahlverarbeitung.
Als Nebenprodukt der Erzeugung von Krambeöl fällt je nach Verarbeitungsverfahren Krambepresskuchen oder Krambeextraktionsschrot an. Als Futtermittel können diese nur sehr eingeschränkt genutzt werden, da vor allem die enthaltenen Glucosinolate sowie weitere Inhaltsstoffe wie Sinapin, Tannine und Inositolphosphate giftig sind und damit einer Verwendung als Nahrungsmittel entgegenwirken (antinutritiv wirksam). Die Höchstwerte zur Beimischung der Krambenebenprodukte in Kraftfutter betragen 15 Prozent, in Schweinemastrationen 5 Prozent.

### Grüne Gentechnik
Die Krambe wird als potenzieller Produzent von Wachsestern diskutiert und soll über gentechnische Veränderungen entsprechend für Schmiermittel in der Fahrzeugindustrie optimiert werden. Bei der Auswahl dieser Pflanze steht vor allem die ethische Komponente im Vordergrund: Anders als die meisten anderen Ölpflanzen, wird die Krambe als reine Rohstoffpflanze (Non-Food Crop) angesehen, da ihre Öle nicht für die Nahrungsmittelindustrie nutzbar sind.

## Pflanzenschutz
Im Nutzpflanzenschutz spielen vor allem die direkte Schädigung der Pflanzen durch verschiedene Pilze oder tierische Schädlinge (Insekten, Fadenwürmer) sowie die indirekte Beeinträchtigung durch Unkräuter eine zentrale Rolle. Die Krambe wird auf Grund ihrer sehr schnellen Blattentwicklung gegenüber anderen Pflanzen als konkurrenzstark eingeschätzt; ein Herbizideinsatz wird dennoch als notwendig betrachtet. Dabei kommen in den USA und Osteuropa vor allem Trifluralinpräparate als Bodenherbizide sowie Butisan, Lentagran und andere als Spritzmittel zum Einsatz.
Die wichtigsten Krankheitserreger der Krambe sind Pilze wie die Alternaria-Schwärze, die durch die Arten Alternaria brassicicola und Alternaria brassiceae ausgelöst wird, die Weißstängeligkeit, deren Auslöser Sclerotinia sclerotiorum ist und den Grauschimmel durch Botrytis cinerea. Weitere Schadpilze mit geringerer Bedeutung sind Verticillium dahliae (Verticillium-Welke), Plasmodiophora brassicae, Puccinia trabutii und Peronospora crambes. Durch verschiedene Fungizide können Befallsreduktionen von 20 bis 30 Prozent erreicht werden.
Insekten und andere tierische Schädlinge spielen eine untergeordnete Rolle, wobei vor allem Rüsselkäfer, Kohlschotenmücken und Glanzkäfer, die den Raps als Vergleichsart schädigen, kaum nachweisbar sind. In seltenen Fällen wurde ein Befall mit der Kleinen Kohlfliege (Delia radicum) beobachtet. In den Wurzeln kann sich das Rübenzystennematoden (Heterodera schachtii) einsiedeln.
Ebenso sind Viren im Pflanzenschutz der Krambe von geringer Bedeutung. Sie kann allerdings für verschiedene Viren als Wirtspflanze dienen, darunter vor allem für das durch den Kohlschotenrüssler (Ceutorhynchus assimilis) übertragene Turnip yellow mosaic virus (TYMV), das Beet mild yellowing virus (BMYV) und das Beet western yellows virus (BWYV). Auch für das Rettichmosaikvirus (RaMV, en. Radish mosaic virus, Gattung Comovirus) ist die Krambe empfänglich, wie in experimentellen Infektionstests nachgewiesen wurde.

## Belege